# FA Premier League 1998-1999
La FA Premier League 1998-1999 è stata la 100ª edizione della massima serie del campionato inglese di calcio, disputato tra il 15 agosto 1998 e il 16 maggio 1999 e concluso con la vittoria del Manchester Utd, al suo dodicesimo titolo.
Capocannonieri del torneo sono stati Jimmy Floyd Hasselbaink (Leeds Utd), Michael Owen (Liverpool) e Dwight Yorke (Manchester Utd) con 18 reti ciascuno.

## Stagione

### Novità
Al posto delle retrocesse Bolton, Barnsley e Crystal Palace sono saliti dalla First Division il Nottingham Forest, il Middlesbrough e, dopo i play-off, il Charlton.

### Formula
Con la soppressione della Coppa delle Coppe da quest'anno anche la terza classificata si qualifica per la UEFA Champions League, mentre la quarta, la vincitrice della FA Cup e della Football League Cup si qualificano per la Coppa UEFA.

### Avvenimenti
La stagione vede il trionfo del Manchester Utd che scavalca l'Arsenal detentore alla penultima giornata di campionato e riesce in rimonta a vincere l'ultima gara di campionato contro il Tottenham mantenendo il vantaggio di un punto. Sarà l'inizio di una serie di risultati straordinari per la squadra rossa di Manchester che si imporrà in pochi giorni anche nella FA Cup sul Newcastle Utd e nella UEFA Champions League con una rocambolesca vittoria contro il Bayern Monaco. La stagione viene così ricordata per il "Treble" degli uomini di Sir Alex Ferguson. Si qualificò per la nuova Champions League anche il Chelsea di Gianluca Vialli che per tutta la stagione stazionò nella parte alta della classifica.
Crollò nella seconda parte di stagione invece l'Aston Villa che a fine anno era in testa al campionato e sino a Gennaio pareva essere in grado di lottare per il titolo. In coda abbandonò la categoria ben presto il Nottingham Forest, giunto alla terza retrocessione in 7 anni. Simbolo della stagione fu un pesantissimo 1-8 incassato al City Ground dal Manchester United. Scese anche un'altra neopromossa, il Charlton, mentre più scalpore destò la caduta del Blackburn che appena 4 anni prima si laureava campione d'Inghilterra.

## Squadre partecipanti
| Club              | Stagione | Città               | Stadio               | Stagione precedente                                  |
| ----------------- | -------- | ------------------- | -------------------- | ---------------------------------------------------- |
| Arsenal           | dettagli | Londra              | Arsenal Stadium      | 1º posto in Premier League                           |
| Aston Villa       | dettagli | Birmingham          | Villa Park           | 7º posto in Premier League                           |
| Blackburn         | dettagli | Blackburn           | Ewood Park           | 6º posto in Premier League                           |
| Charlton          | dettagli | Londra              | The Valley           | 4º posto in First Division, promosso dopo i play-off |
| Chelsea           | dettagli | Londra              | Stamford Bridge      | 4º posto in Premier League                           |
| Coventry City     | dettagli | Coventry            | Highfield Road       | 11º posto in Premier League                          |
| Derby County      | dettagli | Derby               | Pride Park Stadium   | 9º posto in Premier League                           |
| Everton           | dettagli | Liverpool           | Goodison Park        | 17º posto in Premier League                          |
| Leeds Utd         | dettagli | Leeds               | Filbert Street       | 5º posto in Premier League                           |
| Leicester City    | dettagli | Leicester           | Elland Road          | 10º posto in Premier League                          |
| Liverpool         | dettagli | Liverpool           | Anfield              | 3º posto in Premier League                           |
| Manchester Utd    | dettagli | Manchester          | Old Trafford         | 2º posto in Premier League                           |
| Middlesbrough     | dettagli | Middlesbrough       | Riverside Stadium    | 2º posto in First Division, promosso                 |
| Newcastle Utd     | dettagli | Newcastle upon Tyne | St James' Park       | 13º posto in Premier League                          |
| Nottingham Forest | dettagli | Nottingham          | City Ground          | 1º posto in First Division, promosso                 |
| Sheffield Weds    | dettagli | Sheffield           | Hillsborough Stadium | 16º posto in Premier League                          |
| Southampton       | dettagli | Southampton         | The Dell             | 12º posto in Premier League                          |
| Tottenham         | dettagli | Londra              | White Hart Lane      | 14º posto in Premier League                          |
| West Ham Utd      | dettagli | Londra              | Boleyn Ground        | 8º posto in Premier League                           |
| Wimbledon FC      | dettagli | Londra              | Selhurst Park        | 15º posto in Premier League                          |

## Allenatori e primatisti
| Squadra           | Allenatore                                                                         | Calciatore più presente                                            | Cannoniere                          |
| ----------------- | ---------------------------------------------------------------------------------- | ------------------------------------------------------------------ | ----------------------------------- |
| Arsenal           | Arsène Wenger                                                                      | Marc Overmars (37)                                                 | Nicolas Anelka (17)                 |
| Aston Villa       | John Gregory                                                                       | Gareth Southgate, Alan Wright (38)                                 | Julian Joachim (14)                 |
| Blackburn         | Roy Hodgson (1ª-14ª) Tony Parkes (15ª) Brian Kidd (16ª-38ª)                        | Callum Davidson, Stéphane Henchoz (34)                             | Kevin Gallacher (5)                 |
| Charlton          | Alan Curbishley                                                                    | Mark Kinsella, Chris Powell (38)                                   | Clive Mendonca (8)                  |
| Chelsea           | Gianluca Vialli                                                                    | Gianfranco Zola (37)                                               | Gianfranco Zola (13)                |
| Coventry City     | Gordon Strachan                                                                    | Richard Shaw (37)                                                  | Noel Whelan (10)                    |
| Derby County      | Jim Smith                                                                          | Jacob Laursen (37)                                                 | Deon Burton (9)                     |
| Everton           | Walter Smith                                                                       | Thomas Myhre (38)                                                  | Kevin Campbell (9)                  |
| Leeds Utd         | George Graham (1ª-7ª) David O'Leary (8ª-38ª)                                       | Harry Kewell (38)                                                  | Jimmy Floyd Hasselbaink (18)        |
| Leicester City    | Martin O'Neill                                                                     | Steve Guppy (38)                                                   | Tony Cottee (10)                    |
| Liverpool         | Roy Evans & Gérard Houllier (1ª-12ª) Gérard Houllier (13ª-38ª)                     | Jamie Carragher, Paul Ince, Jamie Redknapp, Karl-Heinz Riedle (34) | Michael Owen (18)                   |
| Manchester Utd    | Alex Ferguson                                                                      | Roy Keane (35)                                                     | Dwight Yorke (18)                   |
| Middlesbrough     | Bryan Robson                                                                       | Dean Gordon (38)                                                   | Hamilton Ricard (15)                |
| Newcastle Utd     | Kenny Dalglish (1ª-2ª) Ruud Gullit (3ª-38ª)                                        | Gary Speed (38)                                                    | Alan Shearer (14)                   |
| Nottingham Forest | Dave Bassett (1ª-20ª) Ron Atkinson (21ª-38ª)                                       | Steve Chettle, Alan Rogers (34)                                    | Dougie Freedman (9)                 |
| Sheffield Weds    | Danny Wilson                                                                       | Peter Atherton, Emerson Thome, Wim Jonk (38)                       | Benito Carbone (8)                  |
| Southampton       | Dave Jones                                                                         | James Beattie (35)                                                 | Matt Le Tissier, Egil Østenstad (8) |
| Tottenham         | Christian Gross (1ª-3ª) David Pleat & Chris Hughton (4ª-7ª) George Graham (8ª-38ª) | Sol Campbell, Stephen Carr (37)                                    | Steffen Iversen (9)                 |
| West Ham Utd      | Harry Redknapp                                                                     | Frank Lampard (38)                                                 | Ian Wright (9)                      |
| Wimbledon FC      | Joe Kinnear                                                                        | Neil Sullivan (38)                                                 | Jason Euell, Marcus Gayle (10)      |

## Classifica finale
|       | Pos. | Squadra           | Pt | G  | V  | N  | P  | GF | GS |
| ----- | ---- | ----------------- | -- | -- | -- | -- | -- | -- | -- |
|       | 1.   | Manchester Utd    | 79 | 38 | 22 | 13 | 3  | 80 | 37 |
|       | 2.   | Arsenal           | 78 | 38 | 22 | 12 | 4  | 59 | 17 |
|       | 3.   | Chelsea           | 75 | 38 | 20 | 15 | 3  | 57 | 30 |
|       | 4.   | Leeds Utd         | 67 | 38 | 18 | 13 | 7  | 62 | 34 |
|       | 5.   | West Ham Utd      | 57 | 38 | 16 | 9  | 13 | 46 | 53 |
|       | 6.   | Aston Villa       | 55 | 38 | 15 | 10 | 13 | 51 | 46 |
|       | 7.   | Liverpool         | 54 | 38 | 15 | 9  | 14 | 68 | 49 |
|       | 8.   | Derby County      | 52 | 38 | 13 | 13 | 12 | 40 | 45 |
|       | 9.   | Middlesbrough     | 51 | 38 | 12 | 15 | 11 | 48 | 54 |
|       | 10.  | Leicester City    | 49 | 38 | 12 | 13 | 13 | 40 | 46 |
| [ 4 ] | 11.  | Tottenham         | 47 | 38 | 11 | 14 | 13 | 47 | 50 |
|       | 12.  | Sheffield Weds    | 46 | 38 | 13 | 7  | 18 | 41 | 42 |
| [ 5 ] | 13.  | Newcastle Utd     | 46 | 38 | 11 | 13 | 14 | 48 | 54 |
|       | 14.  | Everton           | 43 | 38 | 11 | 10 | 17 | 42 | 47 |
|       | 15.  | Coventry City     | 42 | 38 | 11 | 9  | 18 | 39 | 51 |
|       | 16.  | Wimbledon FC      | 42 | 38 | 10 | 12 | 16 | 40 | 63 |
|       | 17.  | Southampton       | 41 | 38 | 11 | 8  | 19 | 37 | 64 |
|       | 18.  | Charlton          | 36 | 38 | 8  | 12 | 18 | 41 | 56 |
|       | 19.  | Blackburn         | 35 | 38 | 7  | 14 | 17 | 38 | 52 |
|       | 20.  | Nottingham Forest | 30 | 38 | 7  | 9  | 22 | 35 | 69 |

Legenda:
      Campione d'Inghilterra e qualificato alla prima fase a gironi della UEFA Champions League 1999-2000.
      Qualificato alla prima fase a gironi della UEFA Champions League 1999-2000.
      Qualificate al terzo turno di qualificazione della UEFA Champions League 1999-2000.
      Qualificato al primo turno di Coppa UEFA 1999-2000.
      Ammessa al terzo turno di Coppa Intertoto 1999.
      Retrocesse in First Division 1999-2000.
Regolamento:
Tre punti a vittoria, uno a pareggio, zero a sconfitta.
A parità di punti le squadre vengono classificate secondo la differenza reti.

### Squadra campione
| Formazione tipo | Giocatori (presenze)      |
| --- | ------------------------- |
| Schmeichel G.Neville Stam Johnsen Irwin Beckham Scholes Keane Blomqvist Cole Yorke | Peter Schmeichel (34)     |
| Schmeichel G.Neville Stam Johnsen Irwin Beckham Scholes Keane Blomqvist Cole Yorke | Gary Neville (32)         |
| Schmeichel G.Neville Stam Johnsen Irwin Beckham Scholes Keane Blomqvist Cole Yorke | Jaap Stam (30)            |
| Schmeichel G.Neville Stam Johnsen Irwin Beckham Scholes Keane Blomqvist Cole Yorke | Ronny Johnsen (22)        |
| Schmeichel G.Neville Stam Johnsen Irwin Beckham Scholes Keane Blomqvist Cole Yorke | Denis Irwin (29)          |
| Schmeichel G.Neville Stam Johnsen Irwin Beckham Scholes Keane Blomqvist Cole Yorke | David Beckham (34)        |
| Schmeichel G.Neville Stam Johnsen Irwin Beckham Scholes Keane Blomqvist Cole Yorke | Paul Scholes (31)         |
| Schmeichel G.Neville Stam Johnsen Irwin Beckham Scholes Keane Blomqvist Cole Yorke | Roy Keane (35)            |
| Schmeichel G.Neville Stam Johnsen Irwin Beckham Scholes Keane Blomqvist Cole Yorke | Jesper Blomqvist (25)     |
| Schmeichel G.Neville Stam Johnsen Irwin Beckham Scholes Keane Blomqvist Cole Yorke | Andy Cole (32)            |
| Schmeichel G.Neville Stam Johnsen Irwin Beckham Scholes Keane Blomqvist Cole Yorke | Dwight Yorke (32)         |
| Schmeichel G.Neville Stam Johnsen Irwin Beckham Scholes Keane Blomqvist Cole Yorke | Allenatore: Alex Ferguson |
| Altri giocatori: Nicky Butt (31), Phil Neville (28), Ryan Giggs (24), Ole Gunnar Solskjær (19), Teddy Sheringham (17), Henning Berg (16), Wes Brown (14), David May (6), Jordi Cruyff (5), Raimond van der Gouw (5), John Curtis (4), Jonathan Greening (3), Erik Nevland (2). |                           |

## Statistiche

### Squadre

#### Capoliste solitarie
Fonte:
|    | —— | —— | —— | ——          | ——          | ——          | ——          | ——          | ——          | ——  | ——          | ——          | ——          | ——  | ——  | ——          | ——          | ——  | ——  | ——  | ——  | ——             | ——             | ——             | ——             | ——             | ——             | ——             | ——             | ——             | ——             | ——  | ——  | ——      | ——      | ——        | ——        | —— |  |
|    |    |    |    | Aston Villa | Aston Villa | Aston Villa | Aston Villa | Aston Villa | Aston Villa |     | Aston Villa | Aston Villa | Aston Villa |     |     | Aston Villa | Aston Villa |     | AV  |     |     | Manchester Utd | Manchester Utd | Manchester Utd | Manchester Utd | Manchester Utd | Manchester Utd | Manchester Utd | Manchester Utd | Manchester Utd | Manchester Utd |     |     | Arsenal | Arsenal | Manches U | Manches U |    |  |
|    |    |    |    |             |             |             |             |             |             |     |             |             |             |     |     |             |             |     |     |     |     |                |                |                |                |                |                |                |                |                |                |     |     |         |         |           |           |    |  |
|    |    |    |    |             |             |             |             |             |             |     |             |             |             |     |     |             |             |     |     |     |     |                |                |                |                |                |                |                |                |                |                |     |     |         |         |           |           |    |  |
| 1ª | 2ª | 3ª | 4ª | 5ª          | 6ª          | 7ª          | 8ª          | 9ª          | 10ª         | 11ª | 12ª         | 13ª         | 14ª         | 15ª | 16ª | 17ª         | 18ª         | 19ª | 20ª | 21ª | 22ª | 23ª            | 24ª            | 25ª            | 26ª            | 27ª            | 28ª            | 29ª            | 30ª            | 31ª            | 32ª            | 33ª | 34ª | 35ª     | 36ª     | 37ª       | 38ª       |    |  |

### Individuali

#### Classifica marcatori
Fonte:
| Gol | Rigori |  | Giocatore               | Squadra                             |
| --- | ------ |  | ----------------------- | ----------------------------------- |
| 18  |        |  | Jimmy Floyd Hasselbaink | Leeds Utd                           |
| 18  |        |  | Dwight Yorke            | Manchester Utd                      |
| 18  | 1      |  | Michael Owen            | Liverpool                           |
| 17  |        |  | Nicolas Anelka          | Arsenal                             |
| 17  |        |  | Andy Cole               | Manchester Utd                      |
| 15  | 1      |  | Hamilton Ricard         | Middlesbrough                       |
| 14  |        |  | Julian Joachim          | Aston Villa                         |
| 14  | 1      |  | Dion Dublin             | Coventry City (3), Aston Villa (11) |
| 14  | 4      |  | Robbie Fowler           | Liverpool                           |
| 14  | 6      |  | Alan Shearer            | Newcastle                           |
| 13  |        |  | Gianfranco Zola         | Chelsea                             |
| 12  |        |  | Ole Gunnar Solskjær     | Manchester Utd                      |
| 12  | 2      |  | Dennis Bergkamp         | Arsenal                             |
| 11  |        |  | Gustavo Poyet           | Chelsea                             |